# Gilbert Ledward

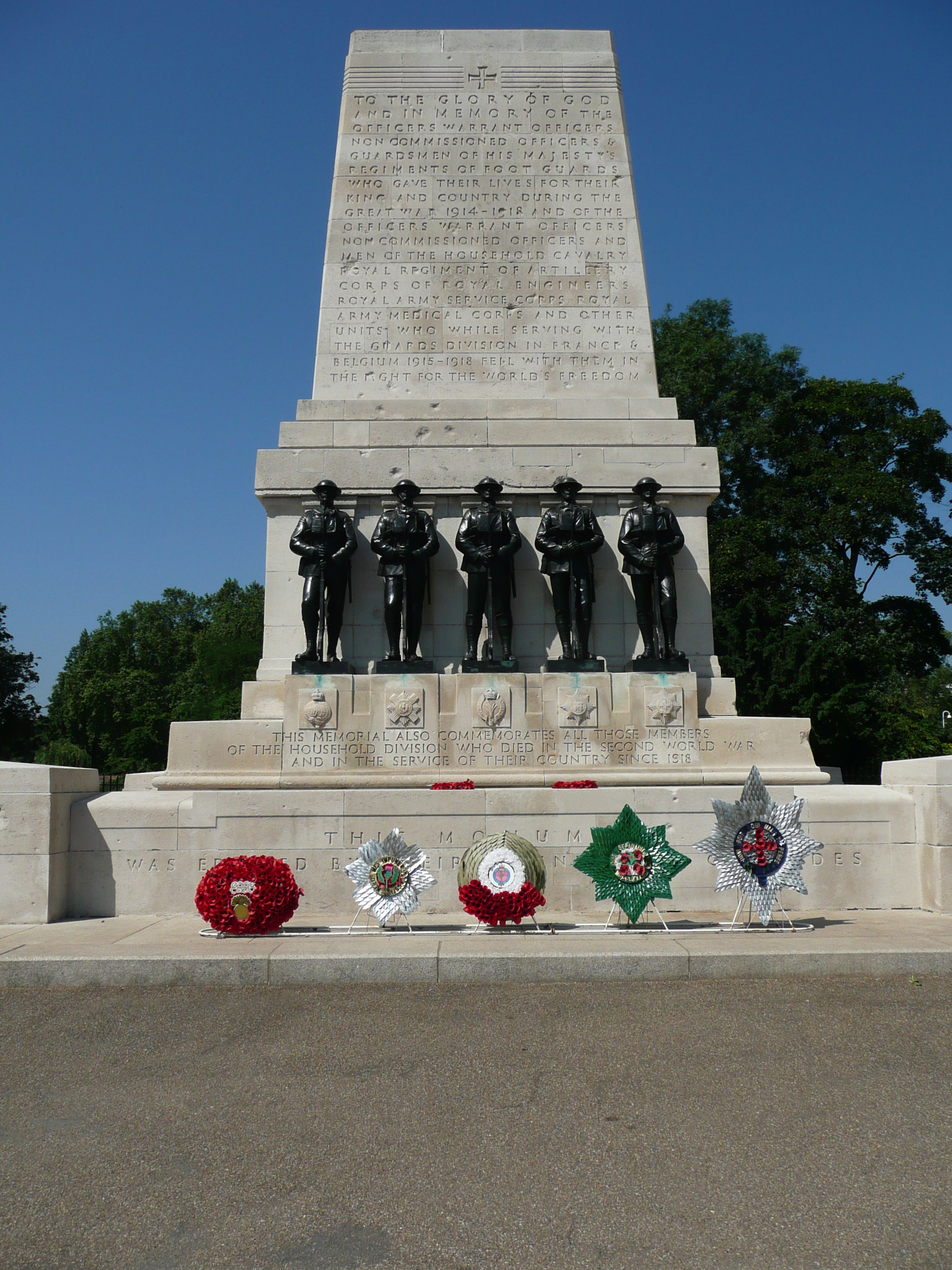
Gilbert Ledward: War Memorial, London

Gilbert Ledward (* 23. Januar 1888 in Chelsea, London; † 21. Juni 1960 in London) war ein britischer Bildhauer, der vor allem durch seine Kriegsdenkmäler bekannt wurde.

## Leben
Gilbert Ledward wurde als Sohn des Bildhauers Richard Arthur Ledward geboren. Er studierte am Chelsea Polytechnikum, am Goldsmiths’ College, am Royal College of Art und an den Royal Academy Schools. Im Jahr 1913 erhielt er die Goldmedaille der Royal Academy und das erste Stipendium für Bildhauerei an der British School at Rom. Im Ersten Weltkrieg diente er als Leutnant in der Royal Garrison Artillery und wurde 1918 offizieller Kriegskünstler des Informationsministeriums. Nach dem Krieg lehrte er von 1926 bis 1929 als Professor für Bildhauerei am Royal College of Art. 1937 wurde er zum Royal Academician gewählt und von 1954 bis 1956 war er Präsident der Royal Society of British Sculptors. 1956 wurde er mit dem Order of the British Empire (OBE) ausgezeichnet. Gilbert Ledward starb 1960 in London.

## Werk

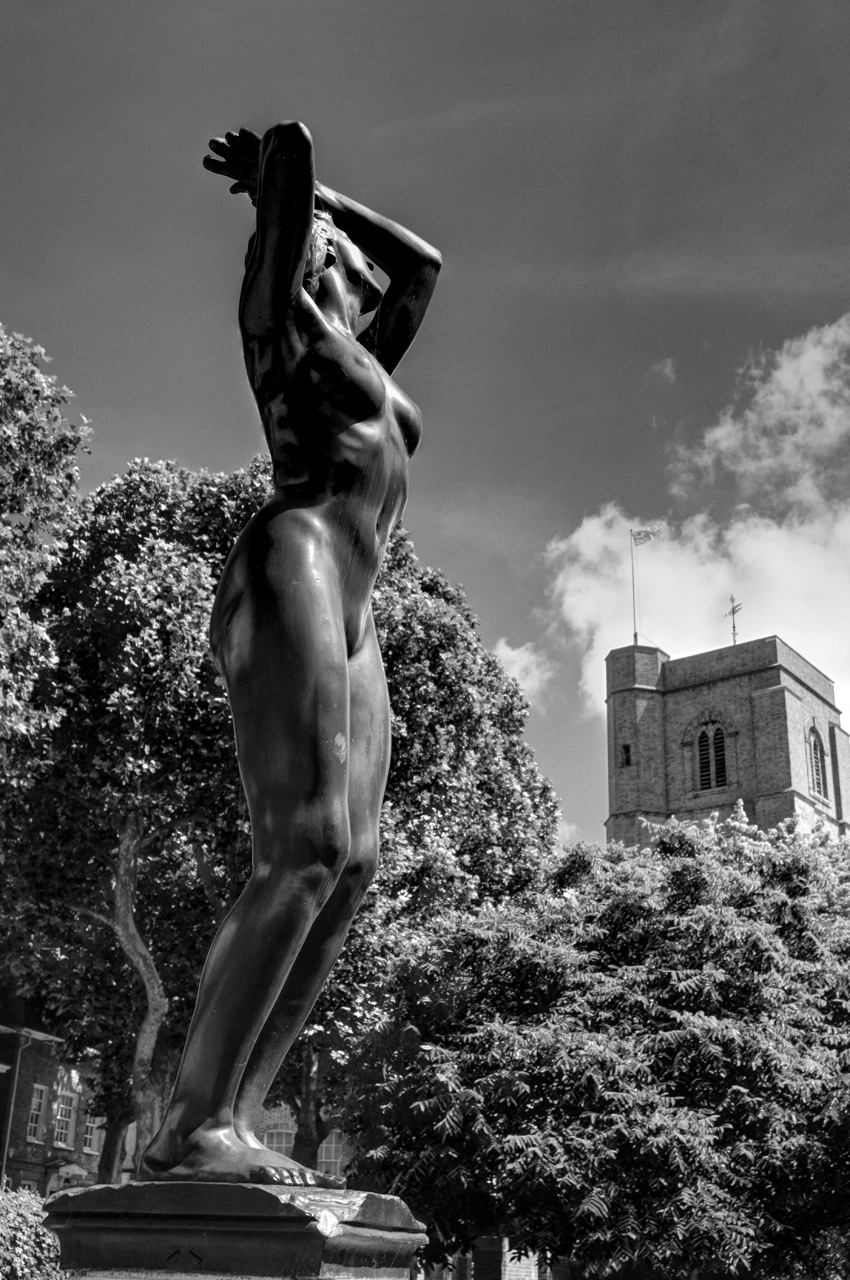
Awakening. Bronzeskulptur in Roper’s Garden von Gilbert Ledward. Royal Borough of Kensington & Chelsea, London

Das Werk von Gilbert Ledward ist geprägt von figurativer Bildhauerei mit neoklassizistischen Einflüssen. Zu seinen bedeutendsten Werken zählen das Guards Division Memorial in London (1922–1925), das Harrogate War Memorial (1923) und das Blackpool War Memorial (1923). Sein Werk Earth Rests (1930) befindet sich in der Sammlung der Royal Academy of Arts. In den 1930er Jahren wandte er sich der direkten Steinbearbeitung (Direct carving) zu und gründete 1934 die Firma Sculptured Memorials and Headstones, um regionale Künstler zu fördern. Seine Werke sind in zahlreichen öffentlichen Sammlungen vertreten, darunter das Imperial War Museum, die Tate Gallery und die Royal Academy of Arts.